# Alpha Cancri
Alpha Cancri (α Cancri, viết tắt Alpha Cnc, α Cnc), cũng có tên Acubens /ˈækjuːbɛnz/, là một hệ sao trong chòm sao Cự Giải.

## Danh pháp
α Cancri (được Latin hóa thành Alpha Cancri) là tên gọi của sao này trong danh pháp Bayer.
Tên truyền thống Sao Acubens (Sao Acubens) có nguồn gốc từ tiếng Ả Rập الزبانى al zubanāh "Móng vuốt"  Một tên thứ hai, Sertan /ˈsɜːrtæn/, xuất phát từ tiếng Ả Rập al-saraṭān 'cua'. Nhóm làm việc về tên sao của Liên minh Thiên văn Quốc tế (WGSN) chọn 'Acubens' làm tên riêng cho ngôi sao này.

## Đặc điểm
Alpha Cancri là một ngôi sao có độ sáng thứ tư trong chòm sao với cấp sao biểu kiến là 4,20, khiến nó gần như không nhìn thấy được bằng mắt thường trong điều kiện ánh sáng tốt. Tuy nhiên, nó sáng hơn 23 lần so với Mặt Trời. Phân loại sao của nó là A5m. Khoảng cách của Alpha Cancri được tính từ thị sai Gaia Data Release 2 là khoảng 50 parsec tính từ Trái Đất, tương đương khoảng 164 năm ánh sáng.
Vì nó ở gần hoàng đạo, nó có thể bị Mặt trăng che khuất và rất hiếm khi bị các hành tinh khác che.

## Hệ sao
Thành phần chính, α Cancri A, là một sao lùn dãy chính loại A màu trắng với cấp sao biểu kiến là +4,26. Sao đồng hành của nó, α Cancri B, là một ngôi sao cường độ thứ mười một trong chòm sao này. Vào năm 1836, góc vị trí của nó được quan sát ở mức 325 độ với sự tách biệt với ngôi sao chính α Cancri A là 11.3 giây cung.

## Trong văn hóa hiện đại
USS Acubens (AKS-5) là một tàu hải quân Hoa Kỳ.